# RIT1
RIT1 (англ. Ras like without CAAX 1) – білок, який кодується однойменним геном, розташованим у людей на короткому плечі 1-ї хромосоми. Довжина поліпептидного ланцюга білка становить 219 амінокислот, а молекулярна маса — 25 145.
| 10         |  | 20         |  | 30         |  | 40         |  | 50         |
| ---------- |  | ---------- |  | ---------- |  | ---------- |  | ---------- |
| MDSGTRPVGS |  | CCSSPAGLSR |  | EYKLVMLGAG |  | GVGKSAMTMQ |  | FISHRFPEDH |
| DPTIEDAYKI |  | RIRIDDEPAN |  | LDILDTAGQA |  | EFTAMRDQYM |  | RAGEGFIICY |
| SITDRRSFHE |  | VREFKQLIYR |  | VRRTDDTPVV |  | LVGNKSDLKQ |  | LRQVTKEEGL |
| ALAREFSCPF |  | FETSAAYRYY |  | IDDVFHALVR |  | EIRRKEKEAV |  | LAMEKKSKPK |
| NSVWKRLKSP |  | FRKKKDSVT  |  |            |  |            |  |            |

A: Аланін

C: Цистеїн

D: Аспарагінова кислота

E: Глутамінова кислота

F: Фенілаланін

G: Гліцин

H: Гістидин

I: Ізолейцин

K: Лізин

L: Лейцин

M: Метіонін

N: Аспарагін

P: Пролін

Q: Глутамін

R: Аргінін

S: Серин

T: Треонін

V: Валін

W: Триптофан

Білок має сайт для зв'язування з нуклеотидами, ГТФ. 
Локалізований у клітинній мембрані, мембрані.